# Браун, Джон (аболиционист)
Джон Бра́ун (англ. John Brown; 9 мая 1800 — 2 декабря 1859) — американский аболиционист, один из первых белых аболиционистов, отстаивавших и практиковавших вооружённую борьбу как единственное средство преодолеть существование институтов рабства в США. Впервые обратил на себя внимание как лидер вооружённого отряда колонистов — противников рабства во время гражданской войны в Канзасе. Наибольшую известность приобрёл после неудачного вооружённого налёта на арсенал Харперс-Ферри с целью вооружения рабов, закончившегося арестом и казнью.

## Ранние годы
Джон Браун родился 9 мая в Торрингтоне (Коннектикут). Он был вторым сыном Оуэна Брауна (1771—1856) и Рут Миллс (1772—1808) и внуком капитана Джона Брауна (1728—1776). Некоторое время считалось, что последний был тем же Джоном Брауном, который во время Американской революции являлся лоялистом и сидел в тюрьме с печально известным Клавдием Смитом (1736—1779), предположительно за кражу рогатого скота, который шёл на содержание голодающих британских войск. Однако это не соответствует ни истории семьи Браунов, ни записям о семье Хамфри, с которой Брауны находились в родстве (Хамфри была бабушкой аболициониста Джона Брауна по материнской линии). В 1857 году Джон Браун написал автобиографическую записку, согласно которой и его дед, и дед его первой жены были солдатами Континентальной армии. Это находит подтверждение и в книге «Семья Хамфри в Америке» (1883), где упомянут дед Брауна.
В 1805 году семья переехала в штат Огайо. Брауны поселились в Хадсоне. Здесь семья занялась скотоводством, Джон сторожил стадо. По совету индейцев, с которыми Брауны поддерживали дружеские взаимоотношения, Оуэн Браун стал заниматься дублением кож, что оказалось выгодным.
Когда Джону Брауну было 12—13 лет, отец послал его вместо себя гуртовщиком в действующую армию. Когда Англо-американская война 1812—1815 годов окончилась, Джон Браун вернулся домой и решил поступить в школу. В возрасте 16 лет Джон Браун уехал в Плейнфилд (штат Массачусетс) и поступил в школу. Вскоре он перешёл в учебное заведение Morris Academy в Личфилде (штат Коннектикут). Он надеялся стать конгрегационалистским священником, но у него закончились деньги; кроме того, у Джона началось воспаление глаза. Это вынудило его бросить академию и вернуться в Огайо. Здесь вместе со своим братом Леви он открыл собственную кожевенную мастерскую, которая поначалу приносила солидный доход.

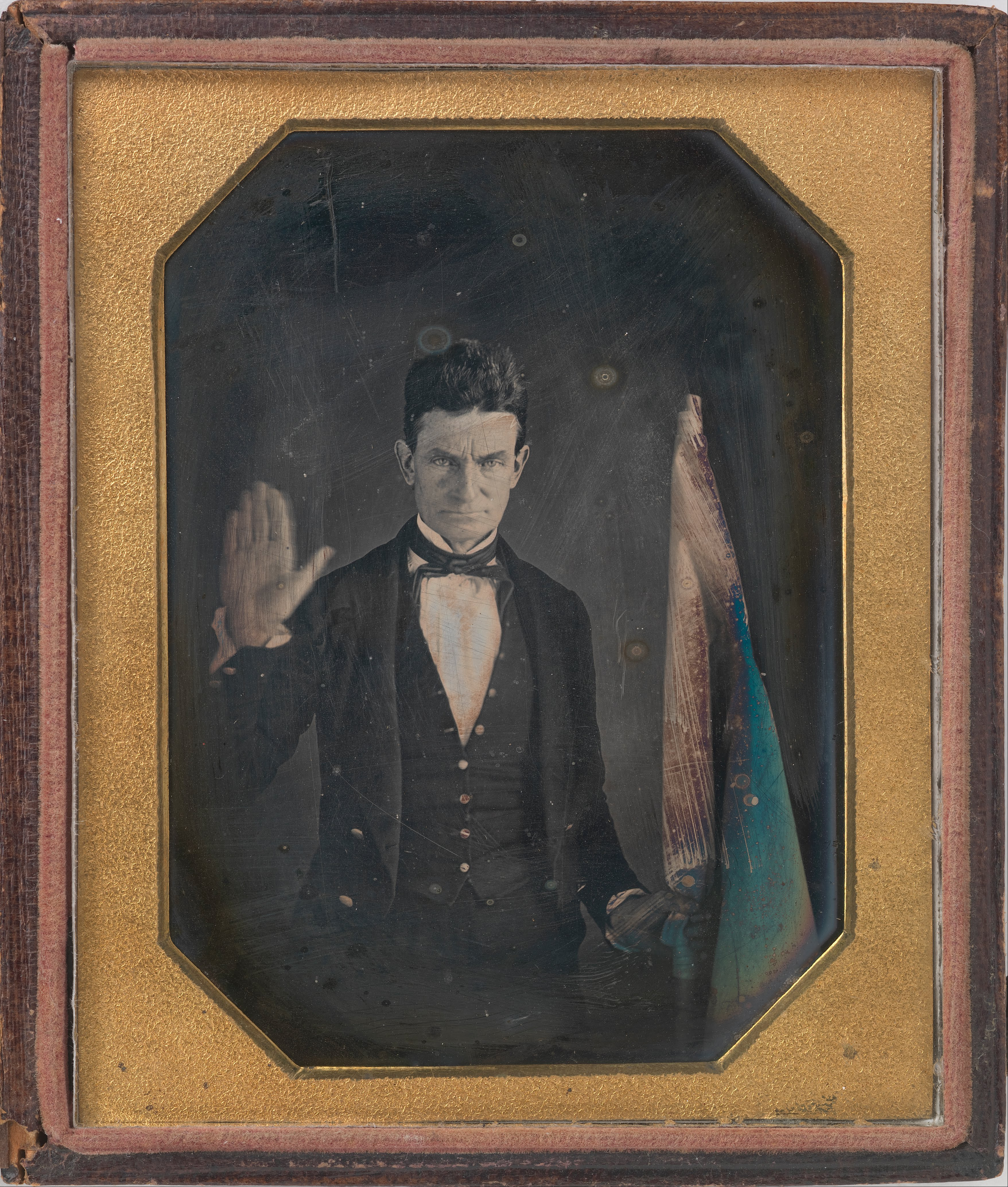
Присяга Джона Брауна

## Зрелые годы
21 июня 1820 году Браун женился на Дайэнти Ласк. Их первый ребёнок, Джон-младший, родился 13 месяцев спустя. Весной 1825 году Браун и его семья переехали в округ Кроуфорд в Пенсильвании, в селение близ Ричмонда. Здесь Джон купил участок площадью 200 акров (более 800 000 м²). Он очистил одну восьмую участка, построил дом, сарай и кожевенную мастерскую, а затем нанял 15 человек для работы. В дальнейшем Браун строил и продавал кожевенные фабрики, спекулировал землёй и выращивал овец. Но дела шли плохо, и Брауну пришлось стать почтальоном. Несмотря на эти трудности, Браун пытался организовать школу для негров, чему активно противодействовали местные власти.
В 1831 году один из его сыновей умер. Браун заболел, а его долги всё росли. Летом 1832 года, вскоре после смерти новорождённого сына, Дайэнти умерла от воспаления мозга. В это же время дом Брауна стал пристанищем для беглых негров, которых после восстания Нета Тёрнера становилось всё больше и больше.
14 июня 1833 года Браун женился на шестнадцатилетней Мэри Энн Дэй (1817—1884). В конечном счёте у них было тринадцать детей, не считая ещё семи от предыдущего брака.
В 1836 году семья Браунов переехала во Франклин Миллс, штат Огайо. Там Браун получил ссуду на покупку земли. Он понёс большие денежные потери в ходе экономического кризиса 1837 года и однажды был даже заключён под стражу. Брауну нужно было не только расплачиваться с долгами, но и кормить семью. Поэтому он перепробовал много различных способов заработка: Браун занимался дублением кожи, торговлей скотом и овечьей шерстью, коневодством, пас овец. Тем не менее, 28 сентября 1842 года Джон Браун был объявлен банкротом. В 1843 году четверо из его детей умерло от дизентерии.
В возрасте 47 лет Браун перевозит свою семью в посёлок Норт-Эльба, штат Нью-Йорк, где компактно проживали свободные негры. Там он основал Лигу самозащиты свободных чернокожих и беглых рабов и стал «проводником» на «подпольной железной дороге», с помощью которой негры сбегали с Юга на Север.

## Участие в гражданской войне в Канзасе
В 1855 году в Канзасе разгорелась вооружённая борьба между поселенцами из южных и северных штатов (известная в историографии США как «Кровавый Канзас»). Она была спровоцирована решением Конгресса, что конституция нового, ещё не заселённого штата, в том числе и в вопросе о допущении рабства, должна быть принята голосованием местных поселенцев. Это решение отменило Миссурийский компромисс 1820 года, которым рабство было ограничено 36°30’ с. ш. и линией реки Миссисипи, и привело к тому, что противоборствующие группы, представлявшие интересы плантаторов и фермеров, поставили своей целью в как можно большем числе заселить территорию Канзаса и помешать появлению в нём представителей противоположной стороны, зачастую с применением силы.
В 1855 году Браун услышал от взрослого сына, поселившегося в Канзасе, что спонсируемые плантаторами поселенцы вооружены, и что он опасается их нападения. Браун отправляется в Канзас, по дороге посетив конференцию борцов с рабством, происходившую в июне 1855 года в Олбани, штат Нью-Йорк. Согласно сообщению Нью-Йоркской газеты «Tribune», несмотря на общий настрой конференции, не одобрявшей насильственные действия, он смог найти там несколько человек, согласившихся профинансировать собираемый Брауном отряд. Кроме того, он получил более решительную поддержку своим боевым планам, когда проезжал через свой родной штат Огайо. С октября 1855 г. Браун и его пять сыновей собрались в Канзасе и включились в вооружённую борьбу.

### Резня в Потаватоми

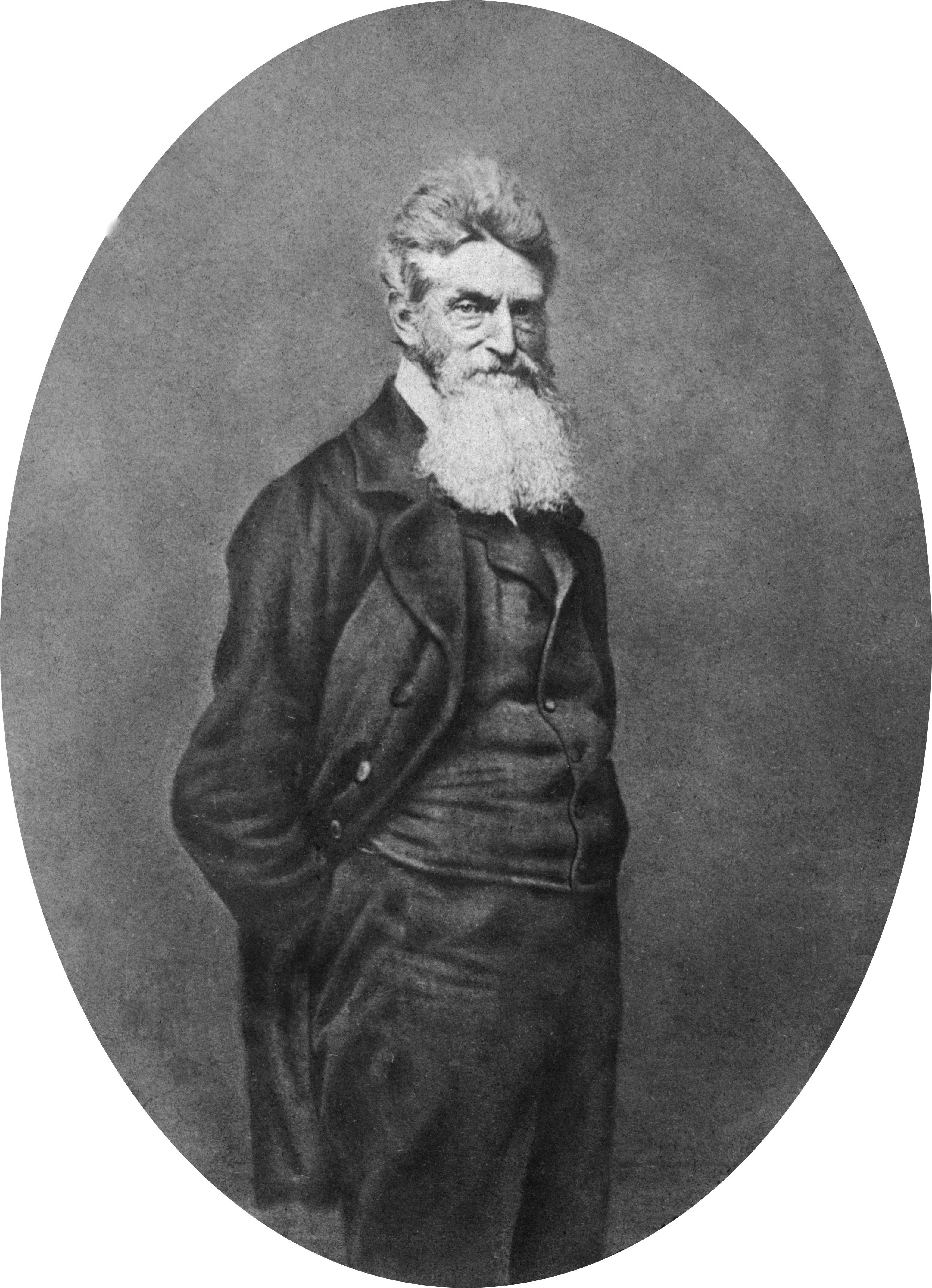
Джон Браун в 1859 году

Джон Браун обвинялся в том, что был инициатором (руководителем) резни в Потаватоми 24 мая 1856 года, происшедшей через несколько дней после рейда властей штата, разгромивших город Лоуренс, и последовавшего за этим жестокого избиения сенатора от Массачусетса Чарльза Самнера, чьё выступление в защиту города показалось оскорбительным сенатору от рабовладельцев. Небольшой отряд, в составе которого были трое сыновей Брауна, напал на поселение представителей плантаторов Потаватоми-Крик в Канзасе посреди ночи. В ходе нападения были убиты поодиночке (зарублены саблями и топорами) 5 поселенцев-мужчин.
2 июня группа из шестидесяти миссурийцев (южан) под командованием капитана Генри Пэйта попыталась овладеть городом Прерия-Сити, но натолкнулась на серьёзное сопротивление тридцати аболиционистов, которыми руководил всё тот же Джон Браун. В результате стычки, известной как Битва Чёрного Джека, Браун пленил Пэйта и передал его полковнику Эдвину Самнеру в обмен на обещание освободить двоих его сыновей, арестованных после событий в Потаватоми-Крик. 24 мая 1856 освободил 11 рабов в соседнем штате Миссури.

## Нападение на арсенал в Харперс-Ферри
Как отмечает Дэниел Макинерни, к тому моменту, когда бои в Канзасе затихли, совокупность уже принятых Конгрессом, Президентом, правительством и судом США решений создала у противников рабства впечатление, что им более не стоит надеяться на власти, которые полностью встали на сторону рабовладельцев. Джон Браун решил, что теперь он вправе более не подчиняться таким властям и законам. Он решил основать новое государство без рабства, которое стало бы прибежищем для рабов, и устроить рейд на рабовладельческую территорию с тем, чтобы вызвать массовое бегство рабов под его защиту.
За зиму 1857—1858 года он смог найти в штате Айова достаточно сторонников, а также получил от богатых аболиционистов из «Комитета Шестерых» необходимые ему деньги, чтобы начать реализовывать свои планы. 8 мая 1858 года в городке Чэтхем западной Канады, треть жителей которого составляли свободные негры, они объявили «временное конституционное собрание народа Соединённых Штатов». Преамбула принятой ими «Временной конституции» гласила: «Поскольку рабство во всё время существования Соединённых Штатов было ничем иным, как необъявленной варварской войной одной части страны с другой… мы, граждане Соединённых Штатов и угнетаемые люди, которые, как утверждается, не имеют никаких прав, уважаемых белым населением… принимаем для нас нижеследующие временные конституцию и постановления, чтобы лучше защитить наши личности, собственность, жизни и свободы и управлять нашими действиями». Президентом был избран негр Элдер Монро, а сам Браун стал главнокомандующим армией самопровозглашённого государства.
Брауну для его масштабной войны против рабства были нужны люди и оружие. Последнее он собирался захватить в арсеналах армии США.
В конце мая 1859 года Браун появился в Виргинии. 3 июня он, под именем Айзека Смита, арендовал ферму в штате Мэриленд в пяти милях от Харперс-Ферри. В то же самое время трое его представителей поселились в пенсильванском городке Чамберсберг, куда доставлялись оружие и амуниция, собранное Брауном после канзасских событий. В конце сентября прибыли 950 пик, ранее заказанных у Чарльза Блейра. Предварительный план, разработанный знакомым «военным специалистом», был рассчитан на бригаду из 4500 человек, но в действительности у Брауна был в распоряжении только 21 человек (16 белых, включая Брауна и трёх его сыновей, и 5 негров, из которых трое были свободными, а остальные — беглыми). Их возраст был от 21 до 49 лет. 12 из них участвовали в канзасском рейде Брауна. Наконец 10 октября Браун решил, что настало время для активных действий, и выпустил «Общий приказ № 1», в котором от лица «главнокомандующего Временной армией Харперс-Ферри» объявил о начале боевых действий. Штаб «армии» находился в здании одной мэрилендской школы, куда были перевезены все запасы оружия и боеприпасов.

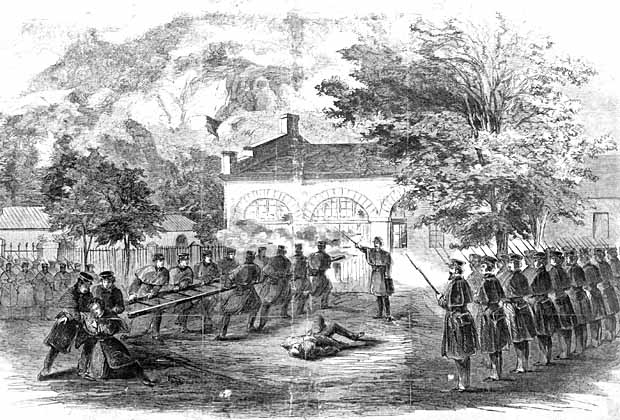
Harper's Weekly. Морские пехотинцы атакуют форт Джона Брауна

16 октября отряд из 18 мятежников, оставив в тылу трёх человек, отправился в атаку на арсенал в Харперс-Ферри. Они переправились через Потомак в Виргинию, обезоружили охрану на железнодорожном мосту и легко захватили арсенал, охранявшийся всего одним часовым. Браун остался на территории арсенала, а остальные мятежники рассредоточились по окрестностям, перерезая телеграфные провода, чтобы задержать подход подкреплений к противнику. Арсенал представлял собой целый комплекс складов, в которых находилось около 100 000 мушкетов и винтовок, которыми Браун планировал вооружить освобождаемых рабов. По дальнейшим планам, они должны были уйти на юг, притягивая к себе беглых рабов и сражаясь только для самообороны. По утверждениям Фредерика Дугласа, встречавшегося с Брауном перед нападением на арсенал, и семьи Джона Брауна, он надеялся спровоцировать уходом рабов экономический коллапс рабовладельческих штатов.
После захвата арсенала мятежники напали на две пригородные фермы, забрали лошадей и повозки, хозяев домов отправили в Харперс-Ферри, а их рабам дали в руки оружие. Среди заложников оказался и полковник Льюис Вашингтон, правнучатый племянник Джорджа Вашингтона. Проблемы начались, когда начальник багажного отделения поезда, следовавшего в Балтимор, заметил неладное и, не слушая предупреждений, попытался поднять тревогу, но был застрелен мятежниками. По каким-то причинам Браун решил отпустить поезд, в результате в Балтиморе узнали о нападении уже утром 17 октября, а в Вашингтоне к полудню. При нападении на поезд, кроме начальника багажного отделения, случайной пулей был убит чернокожий носильщик из поездной бригады, что впоследствии послужило основанием для насмешек со стороны сторонников рабства.
Осознав, что сохранить нападение на арсенал в тайне от властей штата не удалось, мятежники забаррикадировались в арсенале, взяв в заложники 40 жителей Харперс-Ферри. Новости о беспорядках быстро разлетелись по Виргинии и Мэриленду, и к месту событий стало подтягиваться ополчение (милиция штата) из Чарльстона, Шефердстауна и Мартинсберга. Объединившись под командованием полковника Ричарда Бэйлора, эти ополченцы сумели отбить у мятежников арсенал. Браун отступил в здание склада, в котором обычно находилась противопожарная служба арсенала, перевел туда 10 пленных, чтобы использовать их в качестве «живого щита» Он приказал открывать огонь по любому белому, который покажется в поле зрения. Один из мятежников попытался бежать из арсенала, прыгнув в Потомак, но был застрелен.

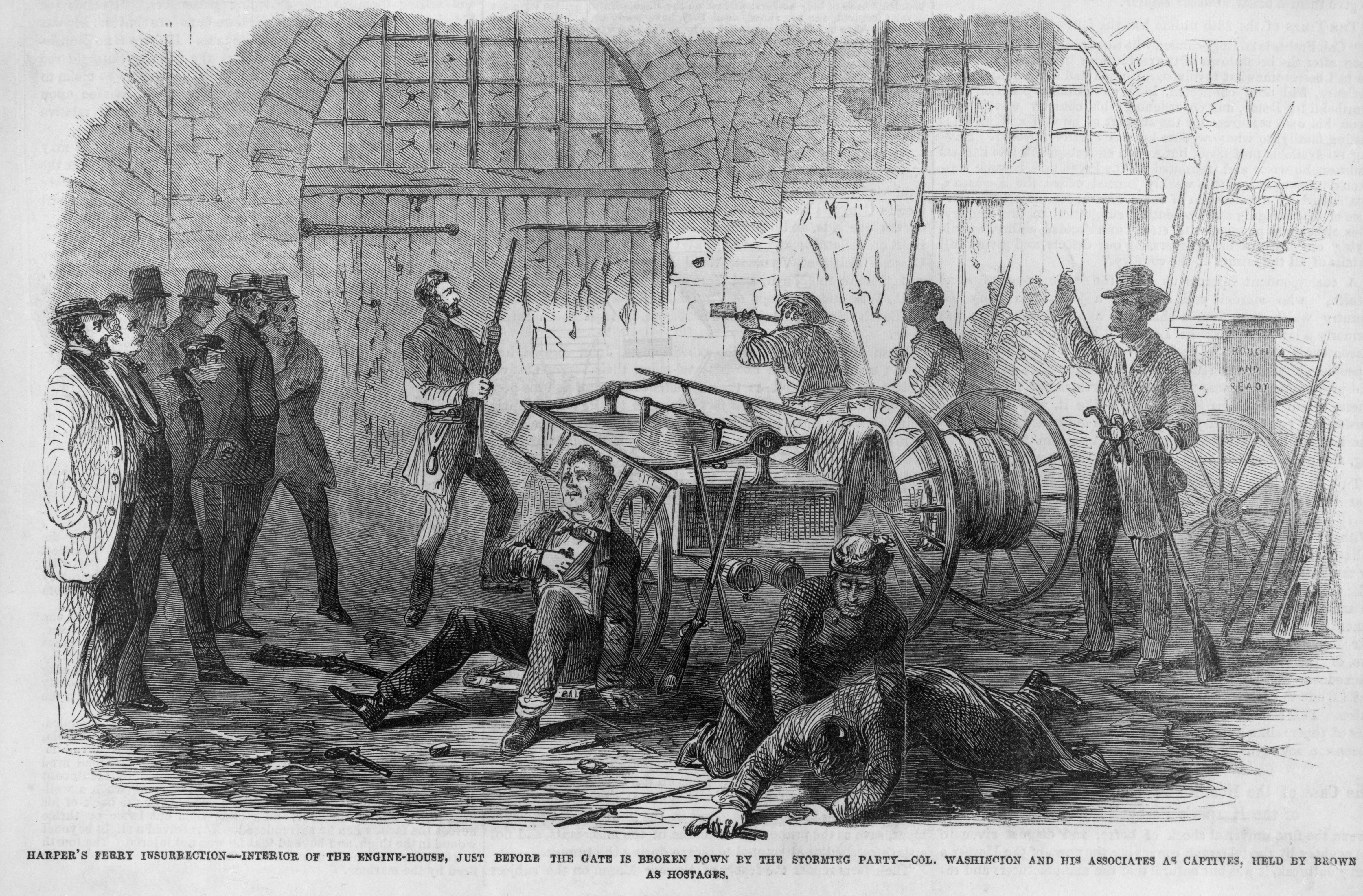
Внутренности склада перед взломом двери

С вечера 17 октября началась операция по освобождения арсенала от аболиционистов. Из Балтимора и Фредерика в Харперс-Ферри стали прибывать регулярные войска. Во главе операции встал Роберт Ли. Утром 18 октября полковник Ли отправил Брауну письменное предложение о добровольной сдаче и освобождении заложников, но Браун отверг его, сказав: «Я предпочитаю умереть здесь». После этой формальной процедуры Ли приказал отряду морских пехотинцев лейтенанта Исраэля Грина начать штурм, но тот наткнулся на непреодолимую преграду в виде дверей, забаррикадированных изнутри. Тогда Ли велел применить таран, который разнёс двери в щепки. Ворвавшиеся внутрь пехотинцы закололи штыками всех оказывавших сопротивление, освободили заложников и арестовали раненого Брауна. Одновременно с началом штурма Ли направил кавалеристов лейтенанта Джеба Стюарта на ферму Кеннеди, чтобы забрать боеприпасы, собранные там Брауном.

Полковник Ли написал в своём рапорте: 
«Браун клянётся, что его целью было освобождение всех рабов Виргинии и всего Юга, и признаёт, что он был разочарован отсутствием помощи со стороны как чёрного, так и белого населения Северных и Южных штатов. Негры, которых он силой согнал со всех окрестностей, насколько я понимаю, не оказали ему добровольного содействия. Ни один раб, содержавшийся в арсенале, не принимал участие в конфликте, и все они разошлись по домам, как только были освобождены. Результат доказывает, что этот план был разработан фанатиком и сумасшедшим, и он не мог закончиться ничем другим, кроме провала».
Браун с семью своими сторонниками был передан властям округа Джефферсон штата Виргиния. Восемь белых (включая двух сыновей Брауна) и двое чёрных мятежников были убиты во время штурма. Пятерым (включая одного Брауна-младшего) удалось сбежать.
Жертвами мятежников стали двое граждан Харперс-Ферри, включая мэра города Фонтейна Бэкхема, один морской пехотинец и чернокожий носильщик из поезда.

## Суд и казнь

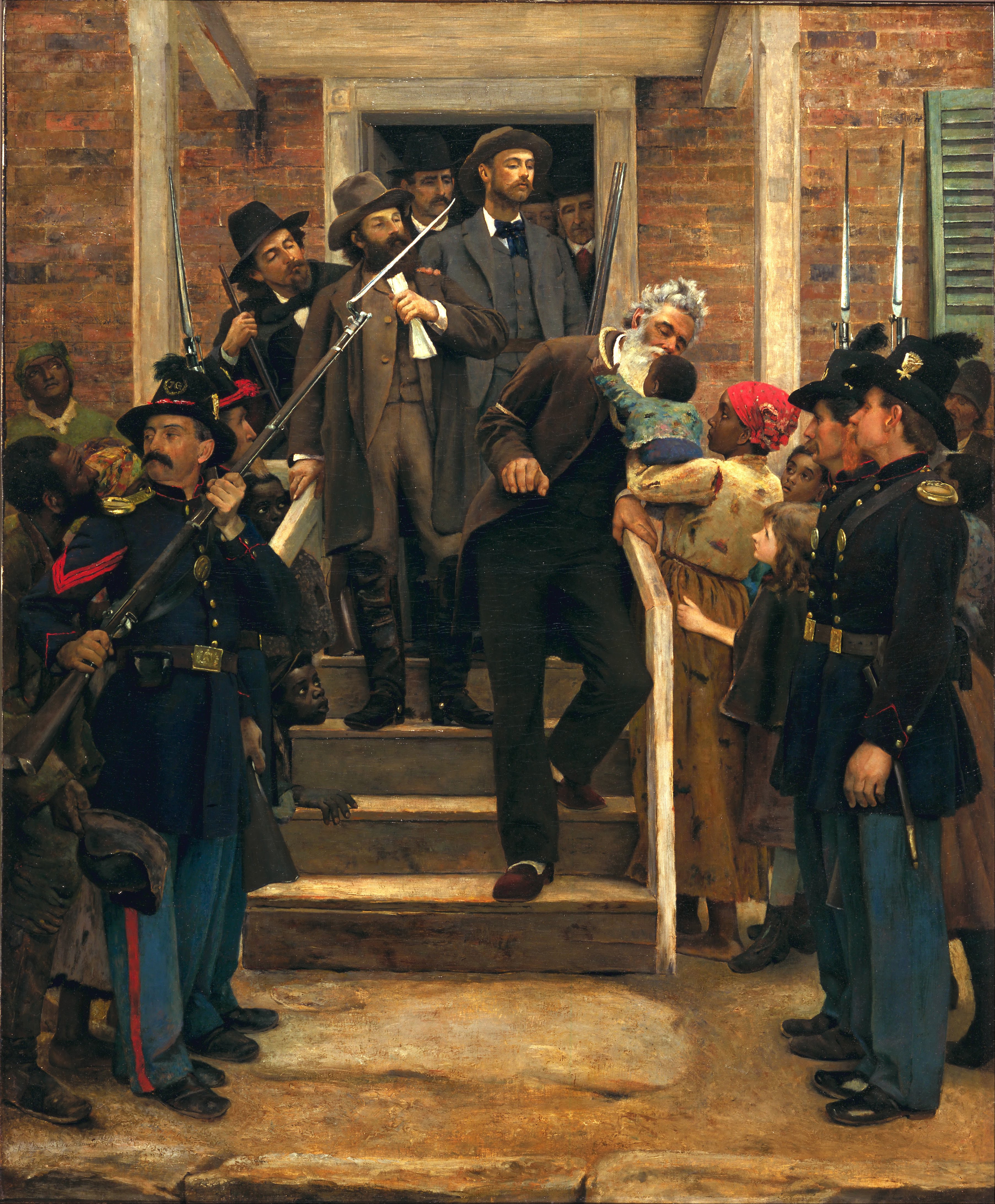
«Последние минуты Джона Брауна». Картина Томаса Ховендена

После врачебной экспертизы Браун был признан вменяемым и 26 октября в Чарлз-Тауне в Вирджинии над ним начался суд под председательством судьи Ричарда Паркера (обвинение поддерживал Эндрю Хантер, адвокатами Брауна выступили Джордж Хойт и Хайрам Грисволд), длившийся пять дней. Джона Брауна внесли в зал суда на носилках, так как он был тяжело ранен и не мог идти. Суд обвинил Брауна в измене штату Виргиния, убийстве белых людей и подстрекательстве чёрных к бунту. Адвокаты настаивали на невиновности Брауна, аргументируя это тем, что он не мог изменить штату, которому не присягал на верность, лично никого не убивал, а кратковременность рейда свидетельствует о том, что подстрекательство ему не удалось.
2 ноября Браун был признан виновным по всем трём пунктам и приговорён к смертной казни через повешение. Апелляция адвокатов Брауна (их услуги оплатил Уильям Сьюард вкупе с некоторыми другими видными политиками Севера, что стало предметом особого разбирательства в Конгрессе) была отклонена.
В своей последней речи на суде Браун заявил:

«Я должен сказать несколько слов. Во-первых, я отрицаю всё, кроме того, в чём признался, то есть моего намерения освободить рабов. Я хотел осуществить это мирным путём, как это было сделано прошлой зимой, когда я пришёл в Миссури, вывел оттуда рабов без единого ружья, провел их через всю страну и оставил в Канаде. Я хотел сделать то же самое, только в большем масштабе. Это всё, что я задумал. Никогда не замышлял я ни убийства, ни предательства, ни уничтожения имущества…

Библия учит меня, что я не должен делать людям того, чего я не хочу, чтобы люди делали мне. Далее, она учит меня „помнить тех, кто в оковах, как будто бы и ты закован с ними“. Я пытался действовать согласно этому учению… Я верю, что мои действия… были правильными».

Джон Браун 42 дня провел в чарлстонской тюрьме. Он писал семье: «Я с радостью приму смерть ради миллионов, которых великая христианская республика лишила всех прав». За время пребывания в камере смертников Браун на Севере превратился из преступника в мученика. Этому способствовало дозволение ему вести переписку. Все письма, отправленные им на волю, были опубликованы в северных газетах. Одно предложение, написанное им в последний день жизни, распространилось по всему миру: «Я, Джон Браун, ныне совершенно уверен, что преступления этой греховной страны не могут быть смыты ничем иным, кроме как кровью».
Опасаясь, что северные сторонники Брауна попытаются его выкрасть, губернатор Виргинии Генри Уайз направил на его охрану 1000 солдат, включая кадетов Виргинского военного института под командованием начальника института, полковника Фрэнсиса Смита. Полковник Томас Джексон, командовавший артиллерийской батареей кадетов ВВИ, так описал Брауна в день казни: «Он держался с неустрашимой твёрдостью… Меня очень волновала мысль, что передо мной стоит пышущий здоровьем мужчина, который через несколько мгновений войдёт в вечность. Я подавал ходатайство, чтобы его освободили. Сама мысль, что через минуту он умрёт с пожеланием: „Изыди, одержимый, в геенну огненную!“ казалась мне ужасной. Я надеюсь, что он был готов к смерти, хотя это и сомнительно».
2 декабря 1859 года его казнили. Браун встретил смерть с исключительным мужеством.
В час смерти Брауна, в 11 часов утра 2 декабря 1859 года, на Севере зазвонили колокола и целую минуту не смолкала оружейная пальба. Проповедники начали рассказывать своей пастве о жизни и мученической смерти Джона Брауна.

## Идеология
Джон Браун был потомком пуритан-янки, которые всегда вдохновлялись Ветхим Заветом более, чем Евангелием. В силу этих причин Джон Браун руководствовался примером ветхозаветных пророков и воинов, не щадящих ни своей, ни чужой жизни во исполнение воли «Господней». Абсолютной идеей аболициониста было равенство всех людей перед Богом. Джон Браун был известен как убеждённый сторонник равноправия мужчин и женщин: например, он приложил усилия для того, чтобы его дочери получали точно такое образование, как и сыновья. Также, он был филосемитом, увлекался культурой чернокожих американцев и верил в их человеческое достоинство.
Джон Браун был уверен, что само по себе рабство никогда не изживёт себя и с ним необходимо покончить насильственным путём. План Брауна состоял в том, чтобы поощрять рабов к бегству, создавать из беглых рабов вооружённые группы в горах и с помощью этих групп постоянно вести партизанскую войну против рабовладельцев-плантаторов.

## Прозвища и псевдонимы
Прозвищами Брауна были:
- Старик Браун,
- Капитан Браун,
- Старый Браун из Канзаса.

Его псевдонимами были:
- Нельсон Хокинс,
- Шубель Морган,
- Айзек Смит.

## Память
Имя Джона Брауна и прежде всего его мученическая смерть получили широкое распространение в народном творчестве американцев, став для него хрестоматийным персонажем. Песня «Тело Джона Брауна» была походной песней северян во время Гражданской войны в США.

John Brown’s body lies a-mouldering in the grave; (3 раза)

His soul’s marching on!

    Припев:

    Glory, glory, hallelujah! Glory, glory, hallelujah!

    Glory, glory, hallelujah! his soul’s marching on!

He’s gone to be a soldier in the army of the Lord! (3 раза)

His soul’s marching on!

    Припев.

John Brown’s knapsack is strapped upon his back! (3 раза)

His soul’s marching on!

    Припев.

His pet lambs will meet him on the way; (3 раза)

They go marching on!

    Припев.

They will hang Jeff Davis to a sour apple tree! (3 раза)

As they march along!

    Припев.

Now, three rousing cheers for the Union; (3 раза)

As we are marching on!.

Мелодия к этой песне впоследствии стала основой для Боевого гимна Республики (англ. The Battle Hymn of the Republic).
В Джоне Брауне сочетались страстный революционный эгалитаризм и романтическая готовность к самопожертвованию, кодекс чести, бесстрашие перед лицом смерти — парадоксальным образом именно эти качества высоко ценились на старом Юге США. Именно эти черты характера сохранились в народном сознании.
В 1928 году Стивен Винсент Бене за эпическую поэму «Тело Джона Брауна» («John Brown’s Body») получил свою первую Пулитцеровскую премию. В 1969 году перевод этой поэмы принес русскому эмигрантскому поэту и переводчику И. В. Елагину степень доктора в Нью-Йоркском университете.
Роль Джона Брауна в классическом вестерне «Дорога на Санта-Фе» исполнил номинант на премию «Оскар» Рэймонд Мэсси. В телесериале «Птица доброго Господа» Брауна играет Итан Хоук.
В 2020 году вышел вестерн Император (фильм, 2020).